# Пехово (Островский район)
Пехово — деревня в Горайской волости Островского района Псковской области.
Расположена на правом берегу реки Великая, в 29 км к юго-востоку от города Остров и в 10 км к востоку от волостного центра, деревни Крюки.
Численность населения деревни по состоянию на 2000 год составляла 29 человек.